# Rue Cyrano-de-Bergerac
Rue Cyrano-de-Bergerac je ulice v Paříži. Nachází se v 18. obvodu.

## Poloha
Ulice leží na severním svahu Montmartru. Vede od křižovatky s Rue Francœur a končí u Rue Marcadet.

## Historie
Ulice byla otevřena v roce 1897, kdy Edmond Rostand uvedl poprvé v Théâtre de la Porte-Saint-Martin svou divadelní hru Cyrano de Bergerac.

## Významné stavby
- Dům č. 4: bývalá filmová studia společnosti Pathé, dnes filmová škola La Fémis